# Unia florencka
Unia florencka – unia Kościołów katolickiego i prawosławnego ogłoszona bullą Laetentur coeli (Niech się radują niebiosa) papieża Eugeniusza IV na Soborze florenckim 6 lipca 1439. Po negocjacjach przedstawicieli papieża i Kościoła katolickiego z delegacją Kościoła wschodniego, kierowaną przez cesarza bizantyjskiego Jana VIII Paleologa i patriarchę konstantynopolitańskiego Józefa II, zawarli unię obu kościołów. Miała ona kończyć rozłam Kościołów, który nastąpił w 1054 roku, jednakże nie była trwała. Nie przyniosła korzyści ani papiestwu, ani Cesarstwu.

## Przygotowania do unii
Na przełomie XIV i XV wieku Cesarstwo Bizantyńskie coraz mocniej odczuwało zagrożenie ze strony Turków. Cesarz bizantyński wraz z popierającym go klerem wschodnim upatrywał w unii możliwość ratunku ze strony Zachodu przeciwko Turkom. Papiestwo dążyło do rozciągnięcia swojej kontroli nad prawosławiem. W latach 1378–1415 trwała na Zachodzie Wielka Schizma, która uwidoczniła nurt koncyliaryzmu – wyższości soboru nad papieżem. Było to zgodne z doktryną kościoła wschodniego. Bizantyńczycy utrzymywali kontakt z nowo wybranym papieżem, który zakończył schizmę – Marcinem V. Zwołał on sobór do Bazylei, na który zaproszono Greków.
Sobór w Bazylei rozpoczął się w 1431 roku. Pogłębiający się konflikt między koncyliarystami i kurialistami, który doprowadził do wyboru antypapieża Feliksa V i zwołania w 1438 roku nowego soboru w Ferrarze, wstrzymał na krótko negocjacje w sprawie unii. W 1439 roku przeniesiono obrady do Florencji, otwierając sobór florencki. Trwał on do 1443 roku. W tym czasie w Konstantynopolu rządzili ostatni przedstawiciele dynastii Paleologów.
Na sobór florencki przybyli delegaci bizantyjscy z samym cesarzem Janem VIII Paleologiem. U jego boku byli obecni patriarcha Józef II, kardynał Bessarion, teolog Jerzy Scholar oraz arcybiskup Efezu Marek Eugenik. Ważną rolę odgrywał Izydor z Kijowa.

## Zawarcie i upadek unii
Unia została zawarta 6 lipca 1439 roku. Grecy uznali prymat papieża, doktrynę o czyśćcu (a ściślej ognia czyśćcowego). Zachowali prawo do używania do komunii zakwaszonego chleba. Dyskutowano nad kwestią eucharystii i filioque.
Unia szybko upadła, gdyż większość wschodnich duchownych wycofało swoją akceptację na czele z Markiem Eugenikiem i Jerzym Scholarem. Krytykę unii podnosiło przede wszystkim środowisko mnichów, wśród których upowszechniał się hezychazm. Przeciwnikami unii byli duchowni stojący na czele kościołów wschodnich z terenów zajętych przez muzułmanów, dla których unia była zdradą wiary i nie miała korzyści politycznych. Kler ruski uznał unionistów za heretyków. Po stronie unii stanęły warstwy intelektualne ginącego Cesarstwa, a zwłaszcza ci, którzy po upadku Konstantynopola emigrowali do Italii. Nie spełniły się też rachuby Paleologów na otrzymanie w zamian za unię pomocy wojskowej. W 1453 roku upadł Konstantynopol, a w 1484 roku unię odwołano.